# قلب (رمان)

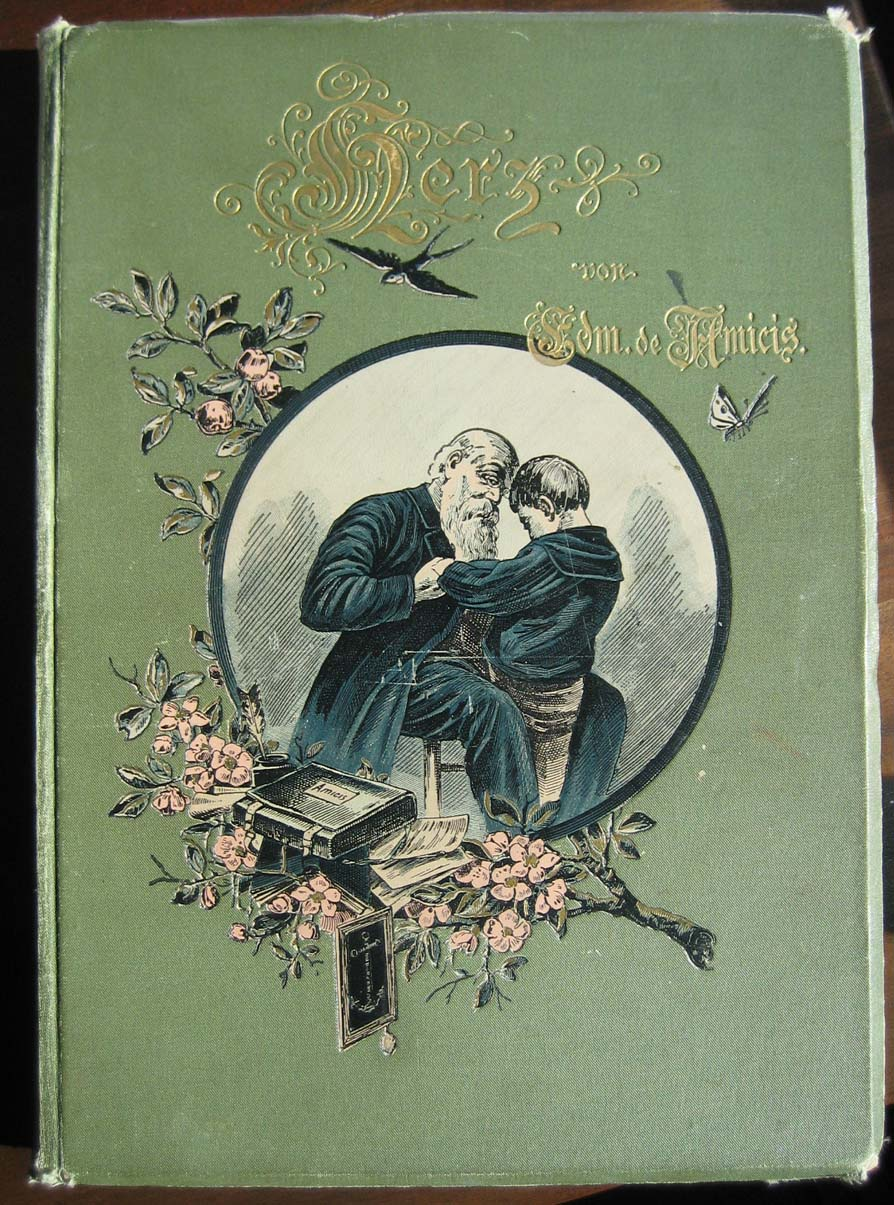
جلد رمان قلب چاپ شده در آلمان

قلب (ایتالیایی: Cuore) رمانی اثر ادموندو ده آمیچیس نویسنده ایتالیایی است.
این رمان که در سال ۱۸۸۶ چاپ شده‌است، دربارهٔ خاطرات یک دانش‌آموز یازده ساله به نام انریکو بوتینی است که در شهر تورین، ایتالیا زندگی می‌کند. رمان قلب دربارهٔ وحدت ایتالیا، میهن‌پرستی و طبقه کارگر است.
انیمه بچه‌های مدرسه والت براساس این رمان ساخته شده است.

## شخصیت‌ها

### خانواده بوتینی
- انریکو بوتینی
- آقای آلبرتو بوتینی
- خانم بوتینی
- سیلویا بوتینی

### هم‌کلاسی‌های انریکو
- آنتونیو رابوکو
- ارنستو دروسی
- گارونه
- پیترو پروکوسی
- کارلو نوبیس
- استاردی
- بتی
- ووتینی
- کروسی
- نلی
- کوراچی
- گاروفی
- فرانتی

### معلمین
- آقای پربونی
- خانم دلکاتی